# 羅慕路斯 (紐約州普查規定居民點)
羅慕路斯（英語：Romulus）是位於美國紐約州塞尼卡縣的普查規定居民點。

## 人口
根據2020年美國人口普查的數據，羅慕路斯的面積為1.58平方千米，皆為陸地。當地共有人口356人，而人口密度為每平方千米225.32人。